# Faro Molo de Abrigo de Antofagasta
El Faro Molo de Abrigo de Antofagasta o Extremo Molo de Abrigo Antofagasta pertenece a la red de faros de Chile y se ubica en la Región de Antofagasta.

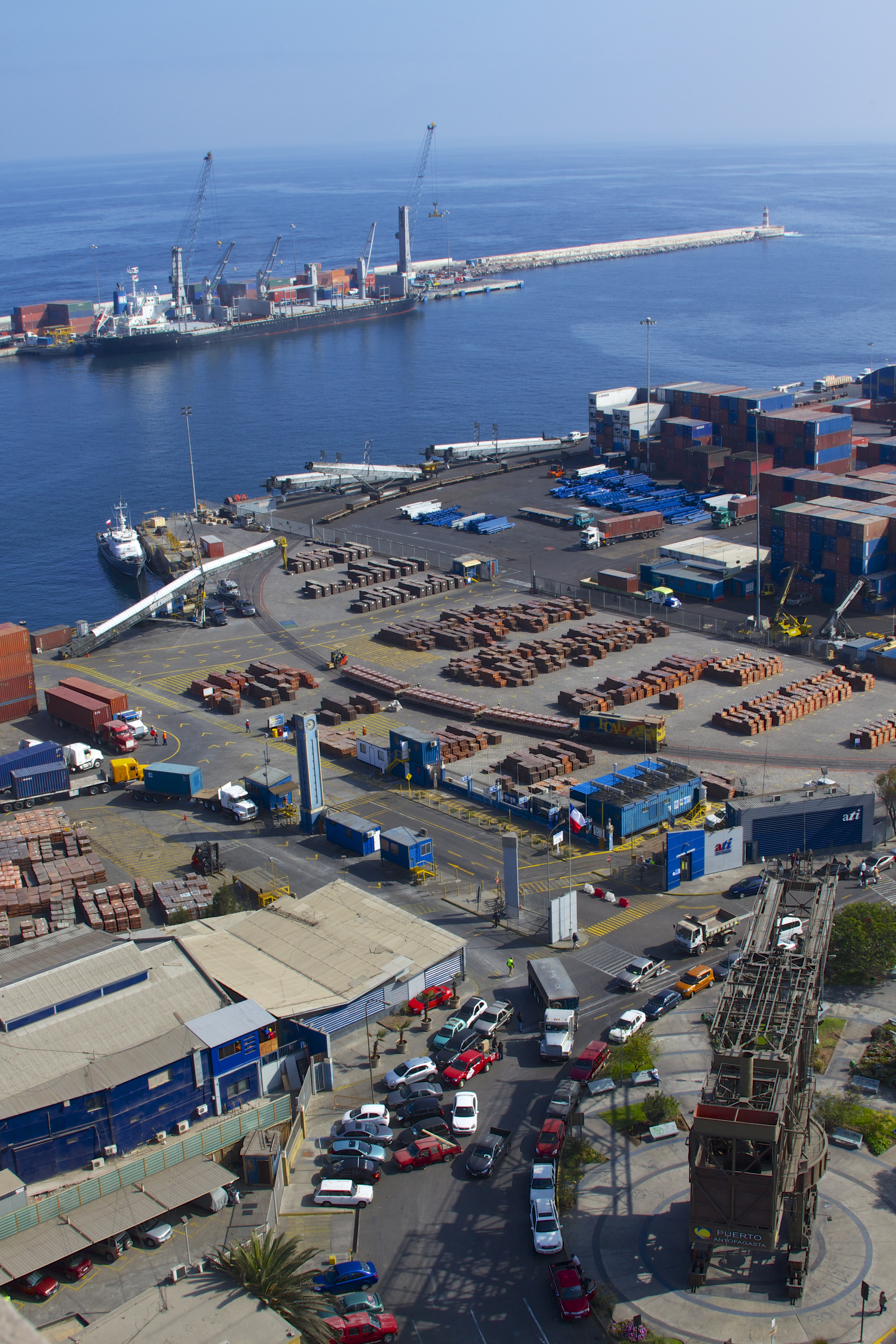
Vista panorámica del puerto de Antofagasta en el extremo superior se aprecia el faro del molo de abrigo.